# CityNightLine

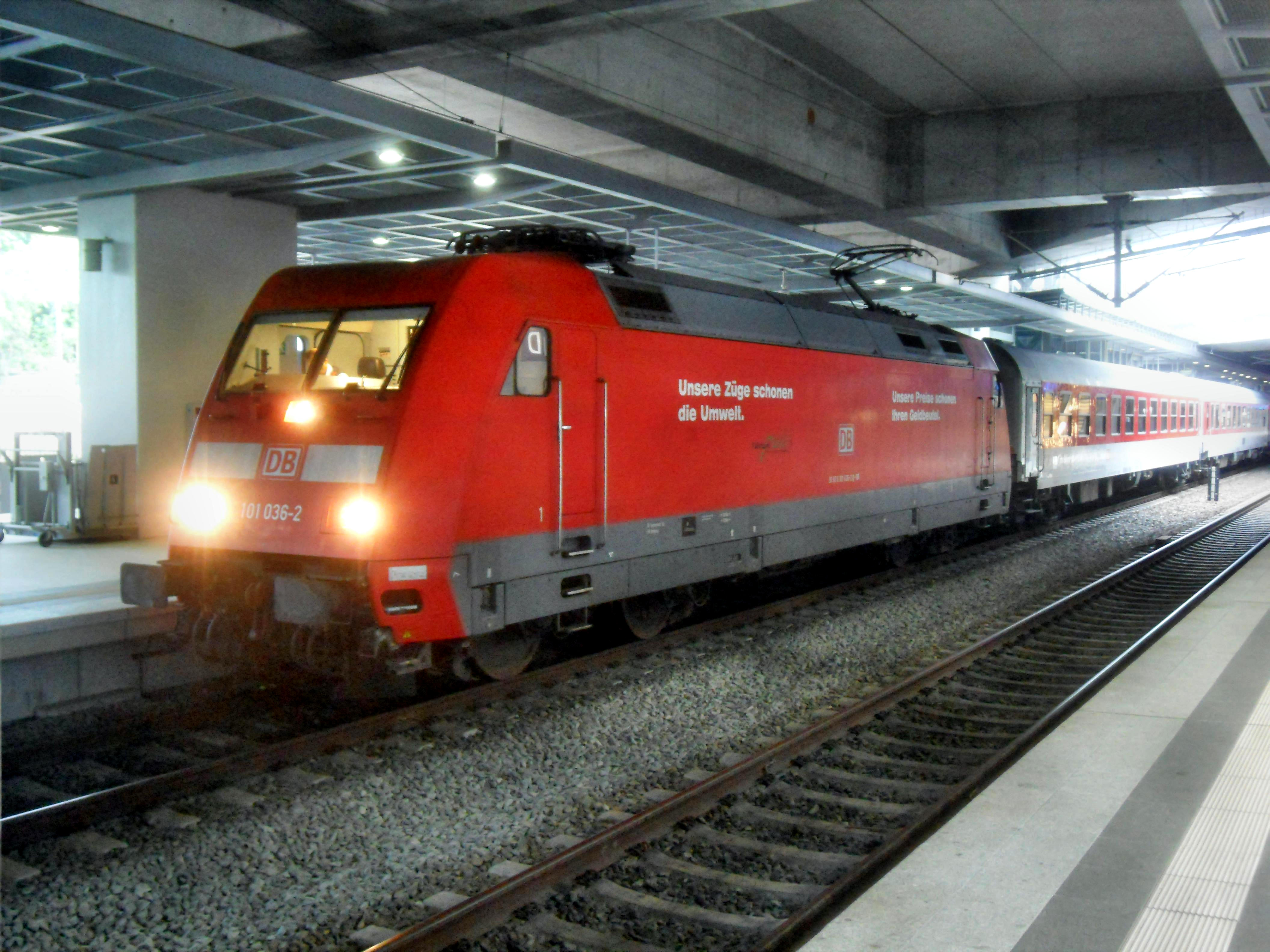
CNL llegando a Berlín

CityNightLine era hasta el año 2010 una sociedad por acciones dedicada a servicios ferroviarios nocturnos internacionales con centro en Alemania. Originalmente estaba integrada por SBB-CFF-FFS, ÖBB y Deutsche Bahn, pero las dos primeras abandonaron la compañía, quedando al final únicamente la operadora alemana.
Por último las rutas CNL conectaban a Alemania con Países Bajos, Italia, Suiza, Austria, República Checa, Dinamarca y Francia.
Las composiciones de estos trenes estaban formadas por una locomotora y diferentes coches de viajeros, como coches cama, restaurante, literas o de plazas sentadas.
A partir del año 2016 algunas de las rutas han sido asumidas por Nightjet de la Ferrocarriles Federales Austríacos (ÖBB), que son la mayer red de trenes nocturnos en Europa en 2025.

## Servicios antiguos

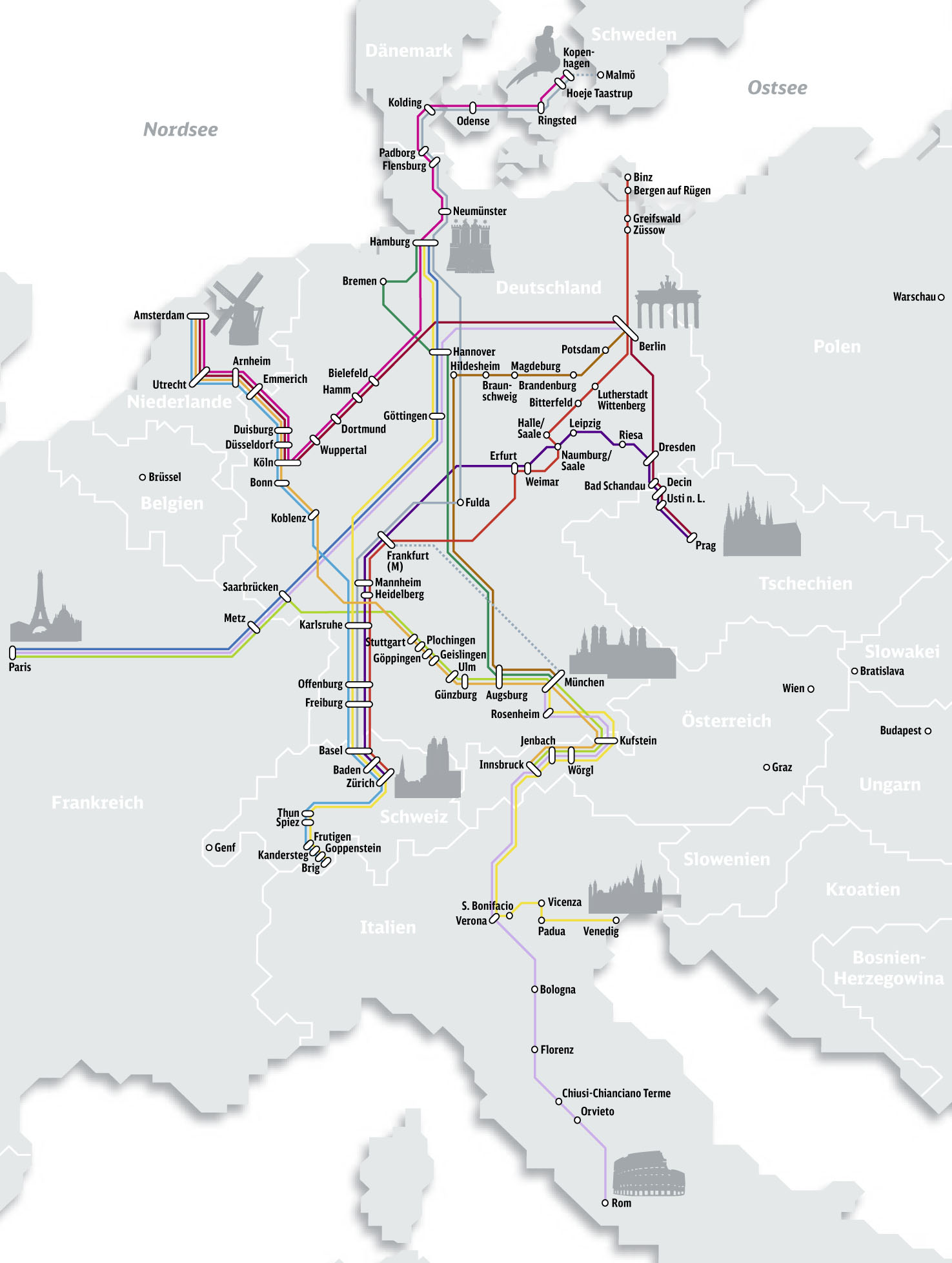
Esquema de las líneas de CityNightLine.

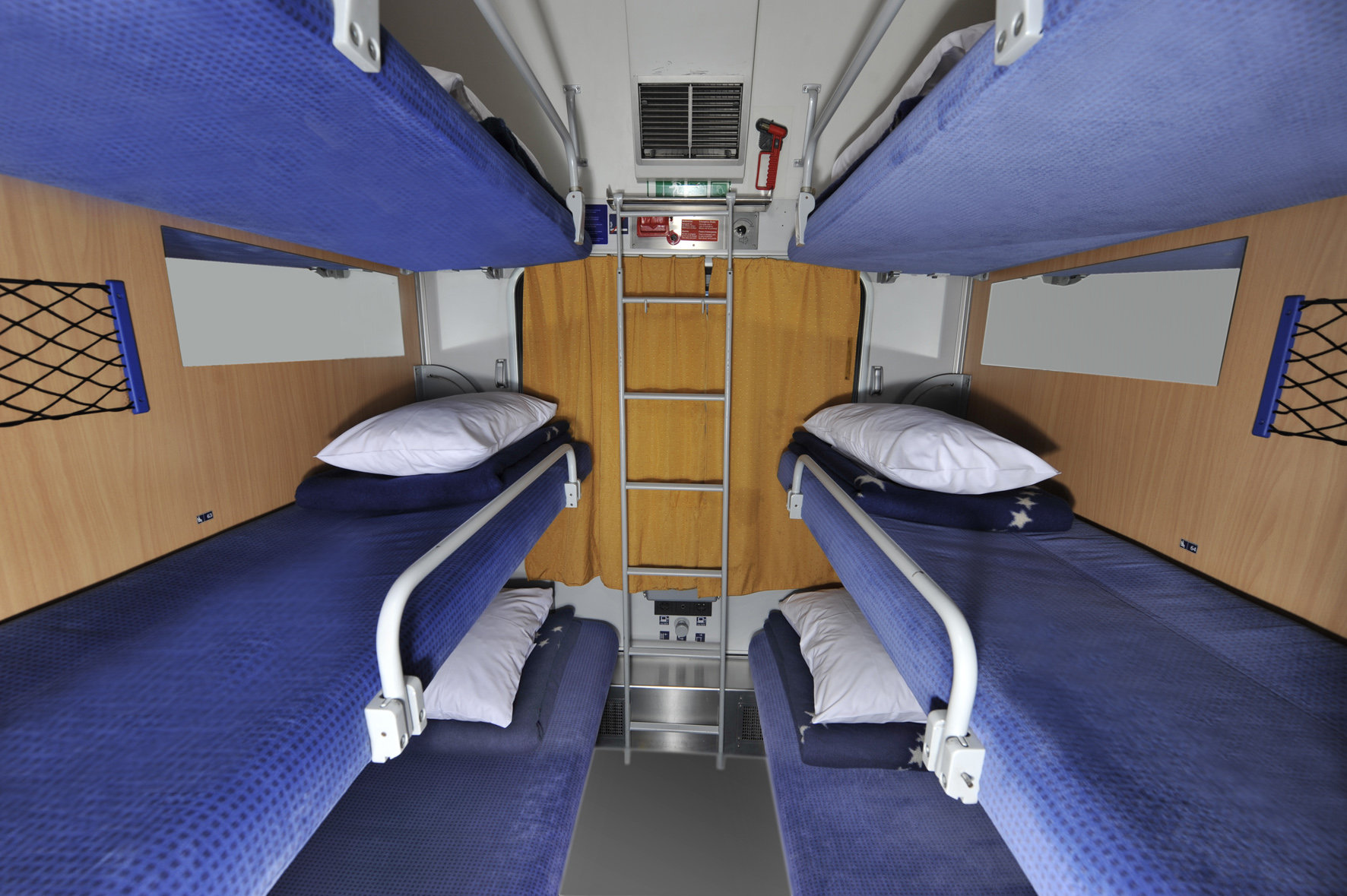
Interior de un departamento de seis camas

Los servicios CNL cubrían las siguientes líneas:
| número          | nombre     | trayecto                                 |
| --------------- | ---------- | ---------------------------------------- |
| CNL 40447/40473 | Borealis   | Ámsterdam Central – Copenhague           |
| CNL 1287/1286   | Pyxis      | Hamburgo – Múnich                        |
| CNL 450/451     | Perseus    | Paris Este – Berlín                      |
| CNL 40418/40451 | Cassiopeia | (Innsbruck –) Múnich – Paris Este        |
| CNL 358/363     | Pictor     | Múnich – Venecia Santa Lucía             |
| CNL 419/418     | Pollux     | Ámsterdam Central – Múnich (– Innsbruck) |
| CNL 40419/40478 | Pegasus    | Ámsterdam Central – Zúrich (– Brig)      |
| CNL 1258/1259   | Sirius     | (Binz –) Berlín – Zúrich                 |
| CNL 458/459     | Canopus    | Praga – Zúrich                           |
| CNL 1246/1247   | Capella    | Múnich – Berlín                          |
| CNL 479/478     | Komet      | Hamburgo – Zúrich (– Brig)               |
| CNL 473/472     | Aurora     | Copenhague – Basilea SBB                 |
| CNL 485/484     | Lupus      | Múnich – Roma Termini                    |
| CNL 457/456     | Kopernikus | Ámsterdam Central – Praga                |
| CNL 40479/50451 | Andromeda  | Hamburgo – Paris Este                    |
| CNL 50456/50473 | Orion      | Praga – Copenhague                       |